# Sugar Baby
"Sugar Baby" es una canción del músico estadounidense Bob Dylan publicada como cierre de su trigésimo primer álbum de estudio, "Love and Theft", de 2001.
La canción comparte título con el tema homónimo de Dock Boggs, grabación que Dylan escuchó a su llegada a Nueva York como músico folk.
El verso "look up, look up, seek your maker, 'fore Gabriel blows his horn" (lo cual puede traducirse al español como: "Mira arriba, mira arriba, busca al Hacedor, antes de que Gabriel toque su trompeta") está extraído de la canción "Lonesome Road", interpretada por Frank Sinatra.